# Daimari
Daimari es el nombre que recibe una playa, una bahía y un localidad cercana en la costa norte de la isla caribeña de Aruba un territorio con estatus de país autónomo del Reino de los Países Bajos al norte de la costa de Venezuela. La población se ubica al norte de Angochi. Contiene la Rancho Daimari Eco Resort, que destaca por sus actividades relacionadas con la práctica de la equitación.